# Darko Nejašmić
Darko Nejašmić (Spalato, 25 gennaio 1999) è un calciatore croato, centrocampista dello Sharjah.

## Caratteristiche tecniche
È un mediano.

## Carriera

### Club
Cresciuto nel settore giovanile dell'Hajduk Spalato, ha esordito in prima squadra il 20 settembre 2017 disputando l'incontro di Coppa di Croazia vinto 3-0 contro l'Oriolik Oriovac. Il 18 giugno 2018 firma il suo primo contratto da professionista venendo così promosso in prima squadra. Chiude la prima stagione con la prima squadra con 21 presenze e una rete in campionato, il 19 giugno 2019 viene nominato dal club miglior giocatore della passata stagione. Il 2 settembre 2019 rinnova il contratto con il club spalatino fino al 30 giugno del 2023. Il 21 giugno 2021 prolunga il contratto con i Bili fino all'estate del 2024 e viene ufficializzato all'Osijek con la formula del prestito con diritto di riscatto. Il 16 luglio debutta con i Bijelo-Plavi subentrando al 66' al posto di Marin Pilj alla prima di campionato vinta in casa 3-0 contro il Sebenico. L'8 agosto segna la sua prima rete nel nuovo club, nel secondo tempo di testa mette a referto il gol del 2-1 finale valevole per la vittoria in trasferta ai danni del Hrvatski Dragovoljac.
Il 6 maggio l'Osijek esercita il diritto di riscatto sul cartellino del giocatore il quale firma un contratto con scadenza nel 2025.
Il 5 settembre del 2024 si trasferisce negli Emirati Arabi Uniti, firmando un contratto di due anni con la squadra dello Sharjah.

### Nazionale
Ha giocato nelle nazionali giovanili croate Under-19, Under-20 ed Under-21.

## Statistiche
Statistiche aggiornate al 25 giugno 2021.

### Presenze e reti nei club
| Stagione        | Squadra           | Campionato      | Campionato | Campionato | Coppe nazionali | Coppe nazionali | Coppe nazionali | Coppe continentali | Coppe continentali | Coppe continentali | Altre coppe | Altre coppe | Altre coppe | Totale | Totale | Totale |
| Stagione        | Squadra           | Comp            | Pres       | Reti       | Comp            | Pres            | Reti            | Comp               | Pres               | Reti               | Comp        | Pres        | Reti        | Pres   | Reti   |        |
| --------------- | ----------------- | --------------- | ---------- | ---------- | --------------- | --------------- | --------------- | ------------------ | ------------------ | ------------------ | ----------- | ----------- | ----------- | ------ | ------ | ------ |
| 2017-2018       | Hajduk Spalato II | 2.HNL           | 28         | 3          |                 | -               | -               |                    | -                  | -                  |             | -           | -           | 28     | 3      |        |
| 2018-2019       | Hajduk Spalato II | 2.HNL           | 10         | 0          |                 | -               | -               |                    | -                  | -                  |             | -           | -           | 10     | 0      |        |
| 2017-2018       | Hajduk Spalato    | 1.HNL           | 0          | 0          | CC              | 1               | 0               |                    | -                  | -                  |             | -           | -           | 1      | 0      |        |
| 2018-2019       | Hajduk Spalato    | 1.HNL           | 21         | 1          | CC              | 2               | 0               | UEL                | 0                  | 0                  |             | -           | -           | 23     | 1      |        |
| 2019-2020       | Hajduk Spalato    | 1.HNL           | 25         | 2          | CC              | 0               | 0               | UEL                | 1                  | 0                  |             | -           | -           | 26     | 2      |        |
| 2020-2021       | Hajduk Spalato    | 1.HNL           | 17         | 0          | CC              | 0               | 0               | UEL                | 2                  | 0                  |             | -           | -           | 19     | 0      |        |
| Totale carriera | Totale carriera   | Totale carriera | 101        | 6          |                 | 3               | 0               |                    | 3                  | 0                  |             | -           | -           | 107    | 6      |        |

### Cronologia presenze e reti in nazionale
| Cronologia completa delle presenze e delle reti in nazionale ― Croazia under 21 | Cronologia completa delle presenze e delle reti in nazionale ― Croazia under 21 | Cronologia completa delle presenze e delle reti in nazionale ― Croazia under 21 | Cronologia completa delle presenze e delle reti in nazionale ― Croazia under 21 | Cronologia completa delle presenze e delle reti in nazionale ― Croazia under 21 | Cronologia completa delle presenze e delle reti in nazionale ― Croazia under 21 | Cronologia completa delle presenze e delle reti in nazionale ― Croazia under 21 | Cronologia completa delle presenze e delle reti in nazionale ― Croazia under 21 |
| Data                                                                            | Città                                                                           | In casa                                                                         | Risultato                                                                       | Ospiti                                                                          | Competizione                                                                    | Reti                                                                            | Note                                                                            |
| ------------------------------------------------------------------------------- | ------------------------------------------------------------------------------- | ------------------------------------------------------------------------------- | ------------------------------------------------------------------------------- | ------------------------------------------------------------------------------- | ------------------------------------------------------------------------------- | ------------------------------------------------------------------------------- | ------------------------------------------------------------------------------- |
| 5-9-2019                                                                        | Velika Gorica                                                                   | Croazia under 21                                                                | 3 – 0                                                                           | Emirati Arabi Uniti under 21                                                    | Amichevole                                                                      | -                                                                               | 46’                                                                             |
| 10-9-2019                                                                       | Sebenico                                                                        | Croazia under 21                                                                | 1 – 2                                                                           | Scozia under 21                                                                 | Qual. Europeo Under-21 2021                                                     | -                                                                               | 54’                                                                             |
| 14-10-2019                                                                      | Serravalle                                                                      | San Marino under 21                                                             | 0 – 7                                                                           | Croazia under 21                                                                | Qual. Europeo Under-21 2021                                                     | -                                                                               | 30’                                                                             |
| 3-9-2020                                                                        | Varaždin                                                                        | Croazia under 21                                                                | 5 – 0                                                                           | Grecia under 21                                                                 | Qual. Europeo Under-21 2021                                                     | -                                                                               | 60’                                                                             |
| 7-9-2020                                                                        | České Budějovice                                                                | Rep. Ceca under 21                                                              | 0 – 0                                                                           | Croazia under 21                                                                | Qual. Europeo Under-21 2021                                                     | -                                                                               |                                                                                 |
| 8-10-2020                                                                       | Zagabria                                                                        | Croazia under 21                                                                | 10 – 0                                                                          | San Marino under 21                                                             | Qual. Europeo Under-21 2021                                                     | 2                                                                               | 73’                                                                             |
| 13-10-2020                                                                      | Atena                                                                           | Grecia under 21                                                                 | 0 – 1                                                                           | Croazia under 21                                                                | Qual. Europeo Under-21 2021                                                     | -                                                                               |                                                                                 |
| 12-11-2020                                                                      | Edimburgo                                                                       | Scozia under 21                                                                 | 2 – 2                                                                           | Croazia under 21                                                                | Qual. Europeo Under-21 2021                                                     | -                                                                               | 77’                                                                             |
| Totale                                                                          |                                                                                 | Presenze                                                                        | 8                                                                               |                                                                                 | Reti                                                                            | 2                                                                               |                                                                                 |

| Cronologia completa delle presenze e delle reti in nazionale ― Croazia under 20 | Cronologia completa delle presenze e delle reti in nazionale ― Croazia under 20 | Cronologia completa delle presenze e delle reti in nazionale ― Croazia under 20 | Cronologia completa delle presenze e delle reti in nazionale ― Croazia under 20 | Cronologia completa delle presenze e delle reti in nazionale ― Croazia under 20 | Cronologia completa delle presenze e delle reti in nazionale ― Croazia under 20 | Cronologia completa delle presenze e delle reti in nazionale ― Croazia under 20 | Cronologia completa delle presenze e delle reti in nazionale ― Croazia under 20 |
| Data                                                                            | Città                                                                           | In casa                                                                         | Risultato                                                                       | Ospiti                                                                          | Competizione                                                                    | Reti                                                                            | Note                                                                            |
| ------------------------------------------------------------------------------- | ------------------------------------------------------------------------------- | ------------------------------------------------------------------------------- | ------------------------------------------------------------------------------- | ------------------------------------------------------------------------------- | ------------------------------------------------------------------------------- | ------------------------------------------------------------------------------- | ------------------------------------------------------------------------------- |
| 25-4-2018                                                                       | Manzano                                                                         | Italia under 20                                                                 | 3 – 0                                                                           | Croazia under 20                                                                | Amichevole                                                                      | -                                                                               |                                                                                 |
| 5-9-2018                                                                        | Čakovec                                                                         | Croazia under 20                                                                | 1 – 0                                                                           | Russia under 20                                                                 | Amichevole                                                                      | 1                                                                               | 69’                                                                             |
| 7-9-2018                                                                        | Nedelišće                                                                       | Croazia under 20                                                                | 1 – 0                                                                           | Russia under 20                                                                 | Amichevole                                                                      | 1                                                                               | 57’                                                                             |
| 14-11-2018                                                                      | Zagabria                                                                        | Croazia under 20                                                                | 3 – 1                                                                           | Bielorussia under 20                                                            | Amichevole                                                                      | -                                                                               | 72’                                                                             |
| Totale                                                                          |                                                                                 | Presenze                                                                        | 4                                                                               |                                                                                 | Reti                                                                            | 2                                                                               |                                                                                 |

| Cronologia completa delle presenze e delle reti in nazionale ― Croazia under 19 | Cronologia completa delle presenze e delle reti in nazionale ― Croazia under 19 | Cronologia completa delle presenze e delle reti in nazionale ― Croazia under 19 | Cronologia completa delle presenze e delle reti in nazionale ― Croazia under 19 | Cronologia completa delle presenze e delle reti in nazionale ― Croazia under 19 | Cronologia completa delle presenze e delle reti in nazionale ― Croazia under 19 | Cronologia completa delle presenze e delle reti in nazionale ― Croazia under 19 | Cronologia completa delle presenze e delle reti in nazionale ― Croazia under 19 |
| Data                                                                            | Città                                                                           | In casa                                                                         | Risultato                                                                       | Ospiti                                                                          | Competizione                                                                    | Reti                                                                            | Note                                                                            |
| ------------------------------------------------------------------------------- | ------------------------------------------------------------------------------- | ------------------------------------------------------------------------------- | ------------------------------------------------------------------------------- | ------------------------------------------------------------------------------- | ------------------------------------------------------------------------------- | ------------------------------------------------------------------------------- | ------------------------------------------------------------------------------- |
| 9-8-2017                                                                        | Zara                                                                            | Croazia under 19                                                                | 0 – 2                                                                           | Italia under 19                                                                 | Amichevole                                                                      | -                                                                               | 46’                                                                             |
| 8-11-2017                                                                       | Rovigno                                                                         | Croazia under 19                                                                | 3 – 0                                                                           | San Marino under 19                                                             | Qual. Europeo Under-19 2018                                                     | 1                                                                               | 46’                                                                             |
| 11-11-2017                                                                      | Rovigno                                                                         | Croazia under 19                                                                | 0 – 0                                                                           | Lettonia under 19                                                               | Qual. Europeo Under-19 2018                                                     | -                                                                               |                                                                                 |
| 14-11-2017                                                                      | Villa di Rovigno                                                                | Danimarca under 19                                                              | 5 – 2                                                                           | Croazia under 19                                                                | Qual. Europeo Under-19 2018                                                     | -                                                                               |                                                                                 |
| Totale                                                                          |                                                                                 | Presenze                                                                        | 4                                                                               |                                                                                 | Reti                                                                            | 1                                                                               |                                                                                 |

## Palmarès

### Club

#### Competizioni internazionali
- AFC Champions League Two: 1

Sharjah: 2024-2025